# British European Airways
British European Airways (BEA) або British European Airways Corporation — була британською авіакомпанією, яка існувала з 1946 по 1974 рік, до злиття з BOAC для утворення діючого національного авіаперевізника British Airways, що існує і до сьогодні.

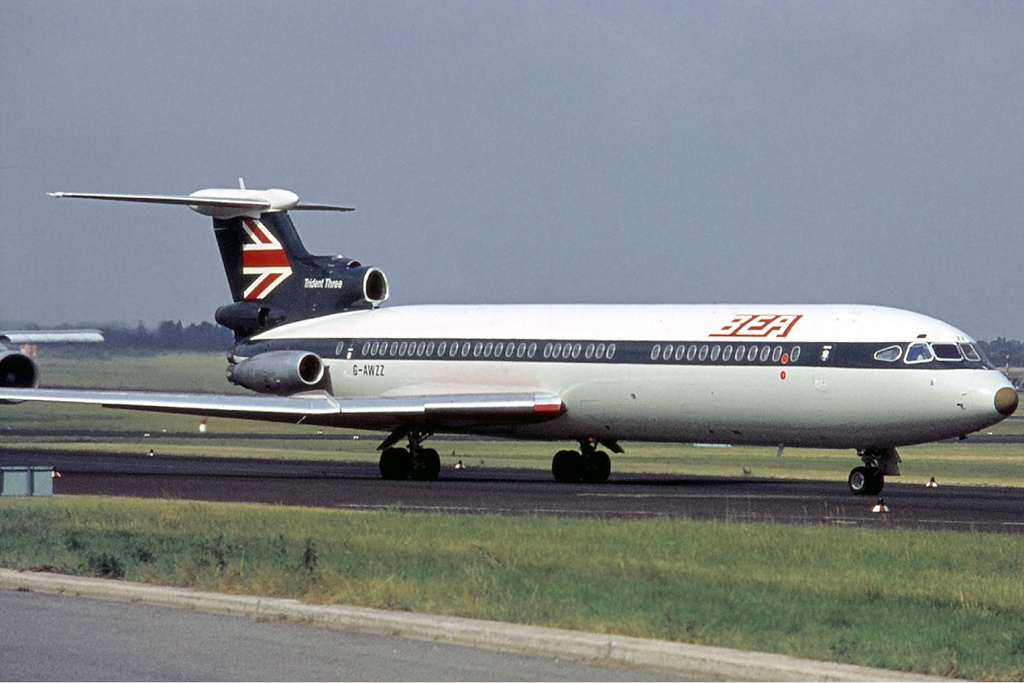
Hawker Siddeley Trident авіакомпанії British European Airways

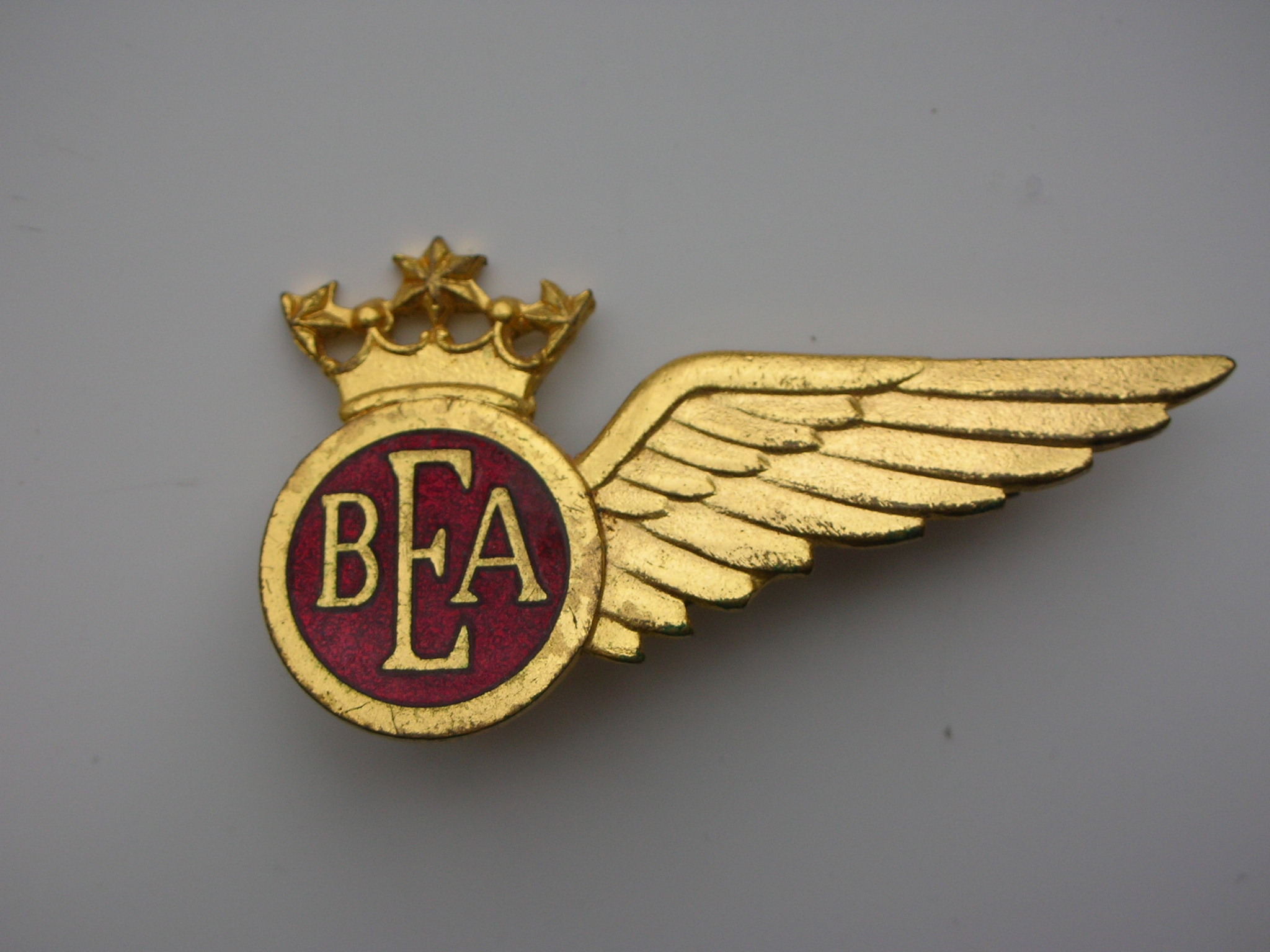
Значок бортпровідника BEA